# Tiệc kem

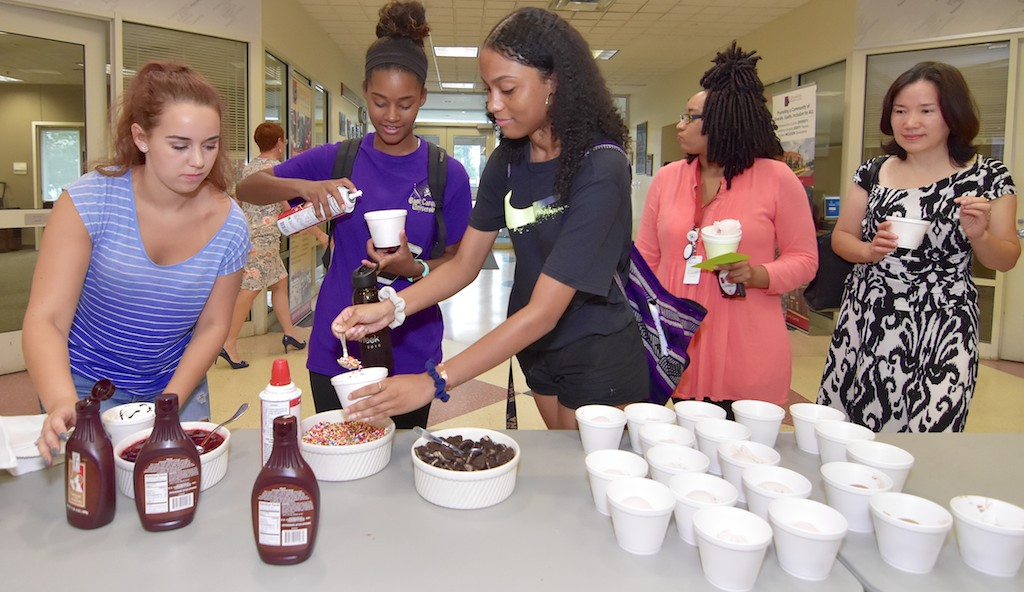
Một nhóm phụ nữ đang làm kem cho tiệc kem.

Tiệc kem là một sự kiện được lên kế hoạch với trọng tâm chính là món kem lạnh được đem ra phục vụ khách dự tiệc. Đây vốn là một sự kiện hoặc bữa tiệc chào mừng của khu phố thường được tổ chức vào mùa hè.

## Lịch sử
Tiệc kem là một cuộc tụ họp truyền thống bắt nguồn từ thế kỷ 18 ở Bắc Mỹ. Bữa tiệc kem đầu tiên được ghi nhận ở Mỹ là vào năm 1744, khi thống đốc thuộc địa Maryland Thomas Bladen quyết định lấy món kem phục vụ cho một bữa tiệc tối. Lần đầu tiên tiệc kem được tổ chức tại Nhà Trắng là vào năm 1802, với sự tham dự của vị Tổng thống Mỹ thứ ba Thomas Jefferson. Khi kem trở nên phổ biến hơn vào thập niên 1800, các tổ chức như trường học và nhà thờ bắt đầu tổ chức dạng tiệc này. Bắt đầu từ thập niên 1860, các sự kiện trong nhà thờ thường được trang trí theo kiểu "vườn kem" vốn khá thịnh hành trong xã hội lúc bấy giờ. Ngày nay, tiệc kem vẫn diễn ra trong giới chức chính phủ và tầng lớp thượng lưu và đã lan rộng đến mọi tầng lớp và nhiều loại hình tổ chức với sự phổ biến ngày càng tăng và sự sẵn có của kem.
Tiệc kem lớn nhất thế giới được tổ chức vào ngày 30 tháng 1 năm 2019 tại Ý.